# Öhde
Öhde (frühere Schreibweisen auch „Oehde“ oder „Öde“) ist ein Ortsteil des Wuppertaler Stadtbezirks Langerfeld-Beyenburg, der am Rand der städtischen Bebauung im Tal liegt. Er ist von der Textilindustrie geprägt.

## Lage und Beschreibung
Öhde liegt zwischen am rechten Wupperufer und dem Fuß des Ehrenbergs im Osten der Stadt Wuppertal, gegenüber der Mündung des Blombachs in die Wupper. Der Ortsteil erstreckt sich zwischen Heckinghausen bzw. Bockmühle im Norden und Laaken im Süden.
Die Ortslage wird heute von Fabrikgebäuden und der Wuppertalbrücke der Bundesautobahn 1  dominiert. Zu den acht denkmalgeschützten Gebäuden und Sehenswürdigkeiten zählen das Bleicherhaus Tönnies, das Bleicherhaus Lüttringhaus und eine Bandweberei.

## Namensdeutung
Öhde leitet sich von Öge ab und bedeutet feuchte Niederung. Die erste Erwähnung ist auf das Jahr 1591 datiert. Der Name charakterisiert als Toponym die Lage im Tal am Ufer der Wupper. Im Laufe der Zeit wandelte sich der Name zu Öde. In der Mitte des 19. Jahrhunderts wurde der nördliche Teil als In der Öde bezeichnet, der mittlere Teil In der dicken Öde und der südliche Teil In der wilden Öde. Anfang des 20. Jahrhunderts wandelte sich In der Öde zu Oehde, In der wilden Öde zu Wildeoehde. Neben Oehde war auch die Schreibweise Öhde weit verbreitet. Am 11. Dezember 1968 legte die Wuppertaler Bauverwaltung diese einheitliche Schreibweise fest.

## Geschichte

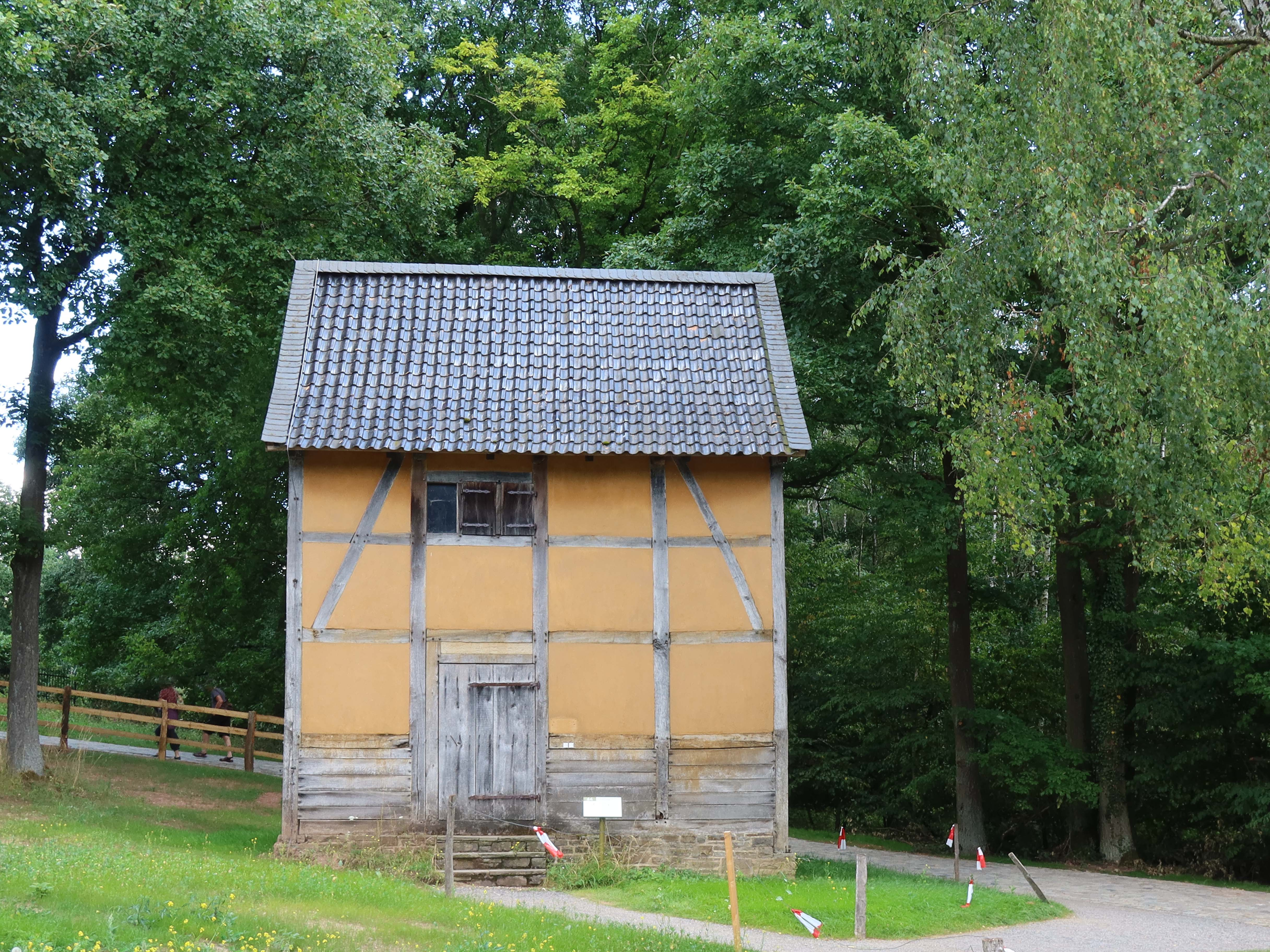
Aus Öhde translozierter Garnkasten im Freilichtmuseum Kommern, 2020

Die Öhde war seit dem Mittelalter ein Zentrum des Bleichens von Leinengarn. Entlang der Wupper gab es mehrere Bleichhäuser und Färbereien. Die Leinstoffe bedeckten zum Ausbleichen in der Sonne die gesamten Wupperwiesen. Im Bereich der heutigen Öhder Straße gab Ende des 18. Jahrhunderts acht Bleichereien. In der Öhder Farbmühle soll Johann Friedrich Weskott, der Kompagnon von Friedrich Bayer, Versuche mit Farben angestellt haben.

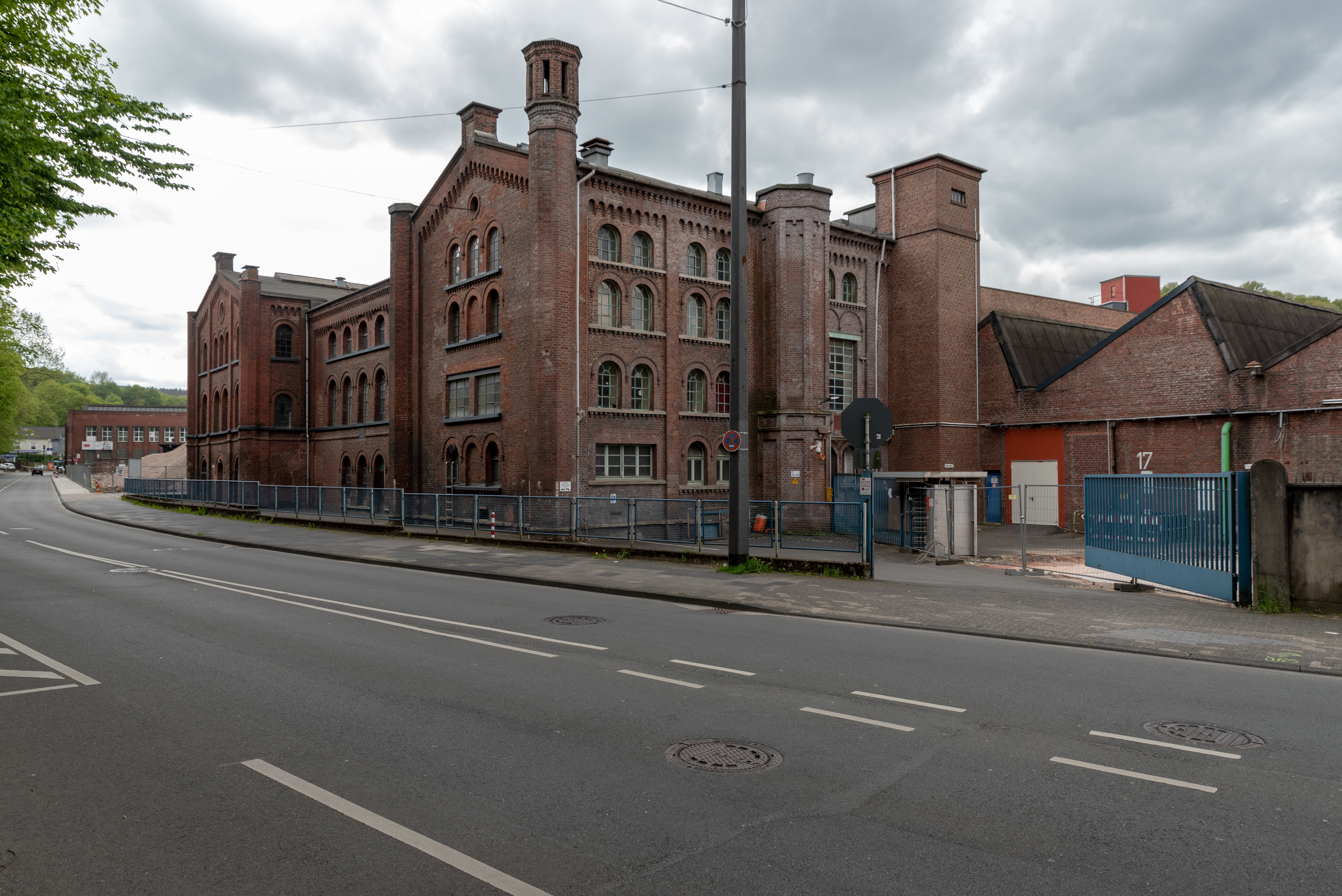
Ehemaliges Bemberg-Fabrikgebäude aus dem 19. Jahrhundert in der Öhder Straße, 2018

Die Straße durch die Öhde wurde 1863 ausgebaut. Das Textilunternehmen J. P. Bemberg verlegte ab 1865 seine Türkischrot-Färberei in die Öhde. 1885 lebten in der Öhde 556 Menschen in 38 Wohnhäusern. Die traditionelle Bleicherei wurde bis 1912 betrieben.
Bemberg baute die Fabrik in zwei Phasen (1925–28 und in den 1950er Jahren) weiter aus, die in dieser Zeit eine der größten in Wuppertal war. Seit den 1970er Jahren wurde die Belegschaft reduziert, am Standort werden heute medizinische Membrane hergestellt.

## Verkehrsinfrastruktur
Durch den Ort verläuft die Landesstraße 527 (Öhder Straße) nach Beyenburg. Im Süden, unter der Autobahnbrücke überquert die Landesstraße 420 die Wupper, die Bahnstrecke und die Öhder Straße und stellt die Verbindung Richtung Lüttringhausen her.
Die Wuppertalbahn führt durch den Ortsteil. 1890 wurde unter dem Namen Oede ein Haltepunkt angelegt und 1897 in Oehde umbenannt. 1924 erfolgte die nächste Umbenennung nach Barmen-Oehde, bis 1936 der Haltepunkt wieder Oehde genannt wurde. Nach dem Krieg wurde der Haltepunkt unter dem Namen Wuppertal-Oehde bis zur Stilllegung im Jahr 1979 geführt.